# Mont Vodno
Le mont Vodno (en macédonien : Водно) est une montagne du Nord de la Macédoine du Nord. Elle se trouve au sud-ouest du centre de Skopje, qu'elle surplombe. Son point le plus haut, le pic Krstovar, culmine à 1 066 mètres d'altitude. À cet endroit se dresse depuis 2002 la Croix du Millénaire, le plus grand calvaire du monde, haut de 66 mètres. Le mont appartient au système de la Jakupica, chaîne qui s'étend au centre de la Macédoine du Nord.
Sa proximité avec Skopje en fait une destination touristique populaire. La montagne est parcourue par de nombreux sentiers pédestres et un téléphérique permet d'en atteindre rapidement le sommet, où se trouvent notamment la Croix du Millénaire et un restaurant. On peut aussi y faire du parapente.
Les flancs les plus bas de la montagne sont urbanisés et forment l'un des quartiers les plus huppés de Skopje, on y trouve par exemple la Villa Vodno, la résidence officielle du président de la République.
À plus haute altitude se trouvent également quelques églises, notamment l'église Saint-Panteleimon de Nerezi, connue pour ses fresques.

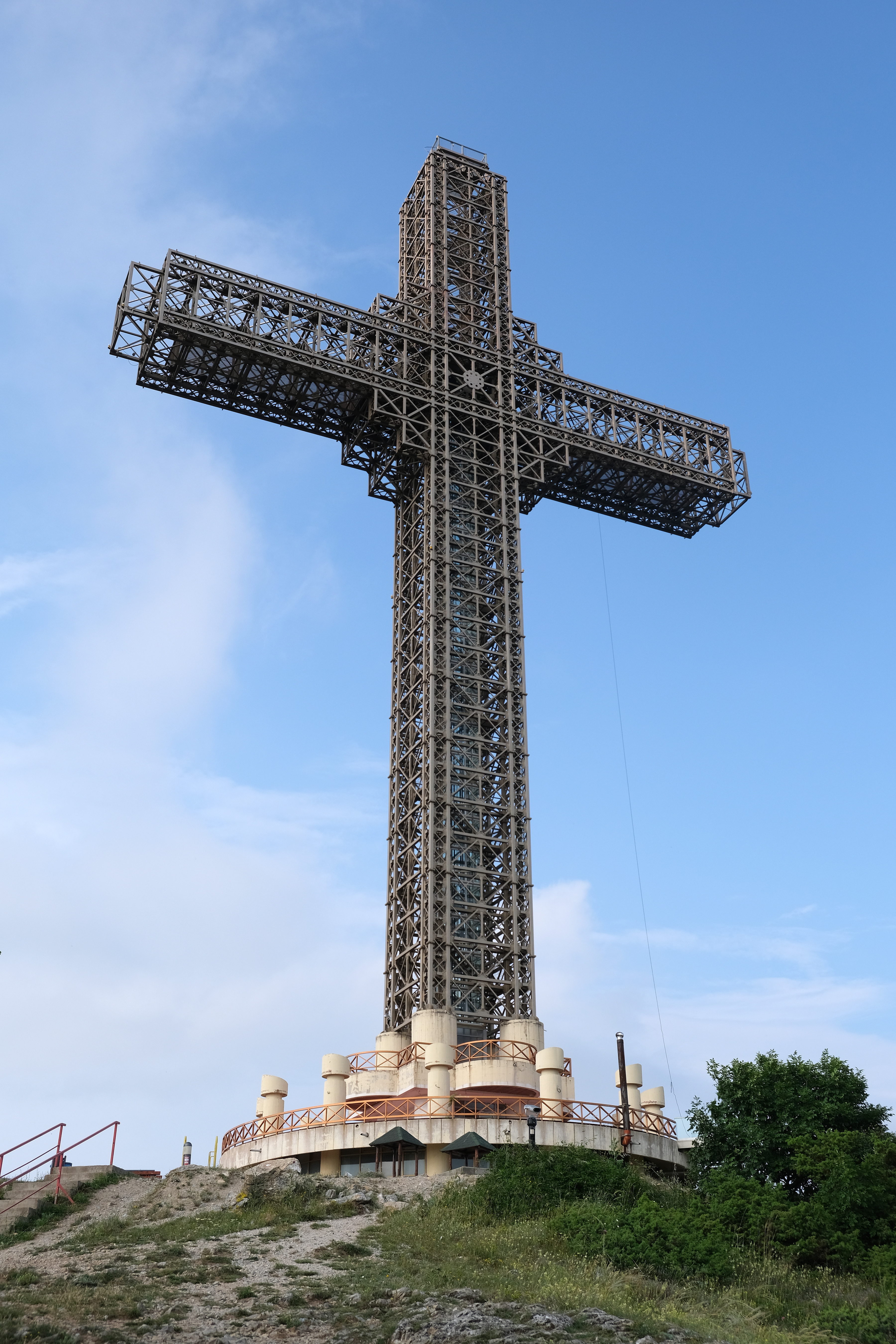
La croix du Millénaire.
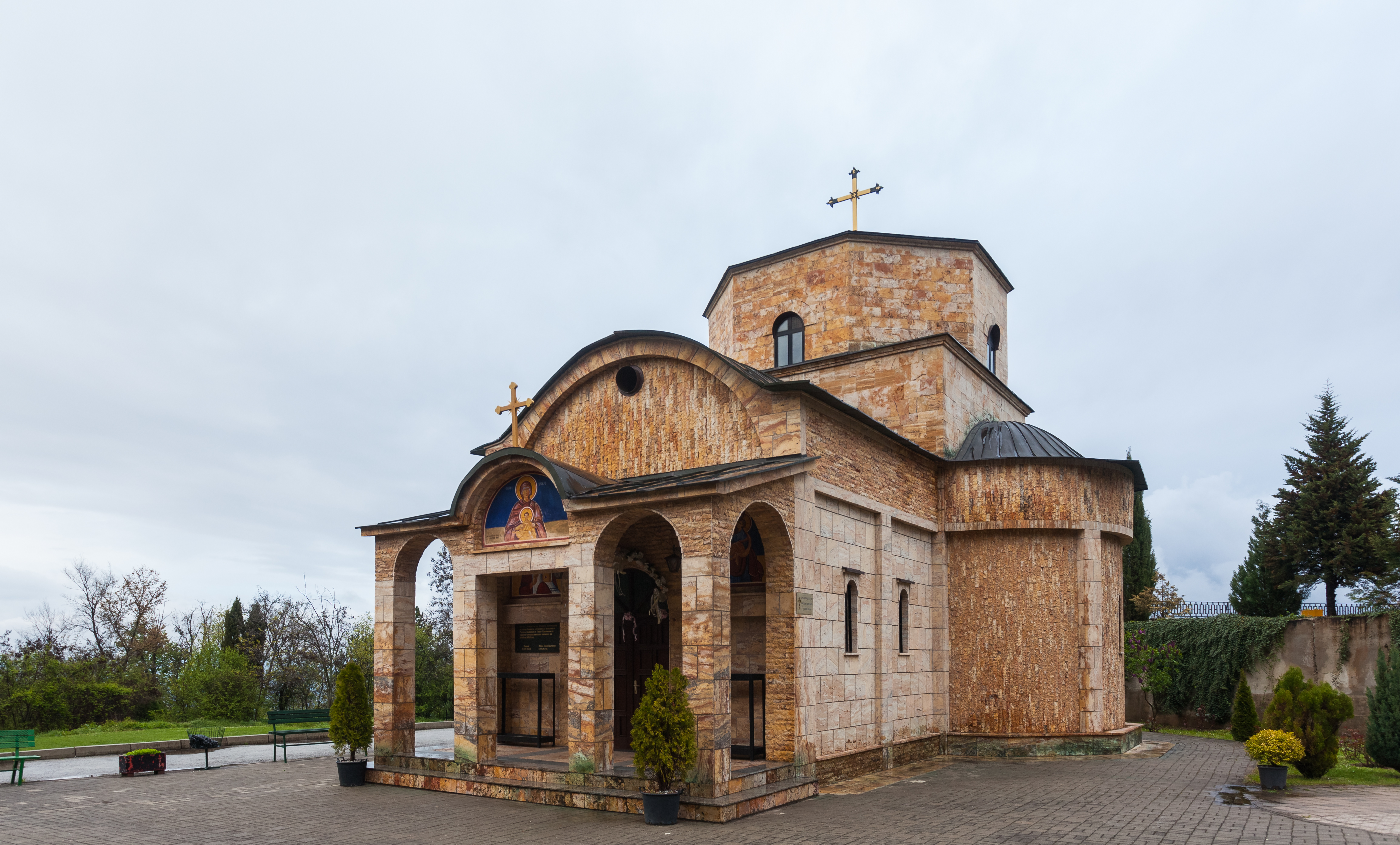
L'église de la Nativité-de-la-Mère-de-Dieu.